# Hrvatska ženska nogometna reprezentacija
Hrvatska ženska nogometna reprezentacija predstavlja Republiku Hrvatsku u međunarodnom sportu ženskom nogometu. Krovna organizacija je Hrvatski nogometni savez, a trenutni izbornik je Nenad Gračan.

## Europska prvenstva
| Europsko prvenstvo u nogometu za žene | Europsko prvenstvo u nogometu za žene | Europsko prvenstvo u nogometu za žene | Europsko prvenstvo u nogometu za žene | Europsko prvenstvo u nogometu za žene | Europsko prvenstvo u nogometu za žene | Europsko prvenstvo u nogometu za žene | Europsko prvenstvo u nogometu za žene | Europsko prvenstvo u nogometu za žene |    | Kvalifikacije za Europsko prvenstvo u nogometu za žene | Kvalifikacije za Europsko prvenstvo u nogometu za žene | Kvalifikacije za Europsko prvenstvo u nogometu za žene | Kvalifikacije za Europsko prvenstvo u nogometu za žene | Kvalifikacije za Europsko prvenstvo u nogometu za žene | Kvalifikacije za Europsko prvenstvo u nogometu za žene | Kvalifikacije za Europsko prvenstvo u nogometu za žene |
| Godina                                | Faza natjecanja                       | Ut                                    | Pob                                   | Ner                                   | Por                                   | G+                                    | G-                                    | GR                                    | Ut | Pob                                                    | Ner                                                    | Por                                                    | G+                                                     | G-                                                     | GR                                                     |                                                        |
| ------------------------------------- | ------------------------------------- | ------------------------------------- | ------------------------------------- | ------------------------------------- | ------------------------------------- | ------------------------------------- | ------------------------------------- | ------------------------------------- | -- | ------------------------------------------------------ | ------------------------------------------------------ | ------------------------------------------------------ | ------------------------------------------------------ | ------------------------------------------------------ | ------------------------------------------------------ | ------------------------------------------------------ |
| 1995.                                 | nisu se kvalificirale                 | nisu se kvalificirale                 | nisu se kvalificirale                 | nisu se kvalificirale                 | nisu se kvalificirale                 | nisu se kvalificirale                 | nisu se kvalificirale                 | nisu se kvalificirale                 | 6  | 3                                                      | 1                                                      | 2                                                      | 8                                                      | 18                                                     | −10                                                    |                                                        |
| 1997.                                 | nisu se kvalificirale                 | nisu se kvalificirale                 | nisu se kvalificirale                 | nisu se kvalificirale                 | nisu se kvalificirale                 | nisu se kvalificirale                 | nisu se kvalificirale                 | nisu se kvalificirale                 | 8  | 0                                                      | 1                                                      | 7                                                      | 2                                                      | 23                                                     | −21                                                    |                                                        |
| 2001.                                 | nisu se kvalificirale                 | nisu se kvalificirale                 | nisu se kvalificirale                 | nisu se kvalificirale                 | nisu se kvalificirale                 | nisu se kvalificirale                 | nisu se kvalificirale                 | nisu se kvalificirale                 | 6  | 1                                                      | 0                                                      | 5                                                      | 7                                                      | 19                                                     | −12                                                    |                                                        |
| 2005.                                 | nisu se kvalificirale                 | nisu se kvalificirale                 | nisu se kvalificirale                 | nisu se kvalificirale                 | nisu se kvalificirale                 | nisu se kvalificirale                 | nisu se kvalificirale                 | nisu se kvalificirale                 | 8  | 4                                                      | 1                                                      | 3                                                      | 17                                                     | 22                                                     | −5                                                     |                                                        |
| 2009.                                 | nisu se kvalificirale                 | nisu se kvalificirale                 | nisu se kvalificirale                 | nisu se kvalificirale                 | nisu se kvalificirale                 | nisu se kvalificirale                 | nisu se kvalificirale                 | nisu se kvalificirale                 | 3  | 2                                                      | 0                                                      | 1                                                      | 9                                                      | 6                                                      | +3                                                     |                                                        |
| 2013.                                 | nisu se kvalificirale                 | nisu se kvalificirale                 | nisu se kvalificirale                 | nisu se kvalificirale                 | nisu se kvalificirale                 | nisu se kvalificirale                 | nisu se kvalificirale                 | nisu se kvalificirale                 | 6  | 0                                                      | 1                                                      | 5                                                      | 6                                                      | 22                                                     | −16                                                    |                                                        |
| Total                                 | 0/5                                   | –                                     | –                                     | –                                     | –                                     | –                                     | –                                     | –                                     | 37 | 10                                                     | 4                                                      | 23                                                     | 49                                                     | 110                                                    | −61                                                    |                                                        |

## Svjetska prvenstva
| Svjetsko prvenstvo u nogometu za žene | Svjetsko prvenstvo u nogometu za žene | Svjetsko prvenstvo u nogometu za žene | Svjetsko prvenstvo u nogometu za žene | Svjetsko prvenstvo u nogometu za žene | Svjetsko prvenstvo u nogometu za žene | Svjetsko prvenstvo u nogometu za žene | Svjetsko prvenstvo u nogometu za žene | Svjetsko prvenstvo u nogometu za žene |    | Kvalifikacije za Svjetsko prvenstvo u nogometu za žene | Kvalifikacije za Svjetsko prvenstvo u nogometu za žene | Kvalifikacije za Svjetsko prvenstvo u nogometu za žene | Kvalifikacije za Svjetsko prvenstvo u nogometu za žene | Kvalifikacije za Svjetsko prvenstvo u nogometu za žene | Kvalifikacije za Svjetsko prvenstvo u nogometu za žene | Kvalifikacije za Svjetsko prvenstvo u nogometu za žene |
| Godina                                | Faza natjecanja                       | Ut                                    | Pob                                   | Ner                                   | Por                                   | G+                                    | G-                                    | GR                                    | Ut | Pob                                                    | Ner                                                    | Por                                                    | G+                                                     | G-                                                     | GR                                                     |                                                        |
| ------------------------------------- | ------------------------------------- | ------------------------------------- | ------------------------------------- | ------------------------------------- | ------------------------------------- | ------------------------------------- | ------------------------------------- | ------------------------------------- | -- | ------------------------------------------------------ | ------------------------------------------------------ | ------------------------------------------------------ | ------------------------------------------------------ | ------------------------------------------------------ | ------------------------------------------------------ | ------------------------------------------------------ |
| 1995.                                 | nisu učestvovale                      | nisu učestvovale                      | nisu učestvovale                      | nisu učestvovale                      | nisu učestvovale                      | nisu učestvovale                      | nisu učestvovale                      | nisu učestvovale                      | –  | –                                                      | –                                                      | –                                                      | –                                                      | –                                                      | –                                                      |                                                        |
| 1999.                                 | nisu učestvovale                      | nisu učestvovale                      | nisu učestvovale                      | nisu učestvovale                      | nisu učestvovale                      | nisu učestvovale                      | nisu učestvovale                      | nisu učestvovale                      | –  | –                                                      | –                                                      | –                                                      | –                                                      | –                                                      | –                                                      |                                                        |
| 2003.                                 | nisu se kvalificirale                 | nisu se kvalificirale                 | nisu se kvalificirale                 | nisu se kvalificirale                 | nisu se kvalificirale                 | nisu se kvalificirale                 | nisu se kvalificirale                 | nisu se kvalificirale                 | 8  | 4                                                      | 1                                                      | 3                                                      | 16                                                     | 11                                                     | +5                                                     |                                                        |
| 2007.                                 | nisu se kvalificirale                 | nisu se kvalificirale                 | nisu se kvalificirale                 | nisu se kvalificirale                 | nisu se kvalificirale                 | nisu se kvalificirale                 | nisu se kvalificirale                 | nisu se kvalificirale                 | 6  | 3                                                      | 0                                                      | 3                                                      | 11                                                     | 11                                                     | 0                                                      |                                                        |
| 2011.                                 | nisu se kvalificirale                 | nisu se kvalificirale                 | nisu se kvalificirale                 | nisu se kvalificirale                 | nisu se kvalificirale                 | nisu se kvalificirale                 | nisu se kvalificirale                 | nisu se kvalificirale                 | 10 | 0                                                      | 2                                                      | 8                                                      | 4                                                      | 27                                                     | −23                                                    |                                                        |
| Total                                 | 0/5                                   | –                                     | –                                     | –                                     | –                                     | –                                     | –                                     | –                                     | 24 | 7                                                      | 3                                                      | 14                                                     | 31                                                     | 49                                                     | −18                                                    |                                                        |

## Sastav (ažurirano: studeni 2021.)
| Ime i prezime     | Klub                  |
| Vratarke          | Vratarke              |
| ----------------- | --------------------- |
| Doris Bačić       | Sporting (POR)        |
| Stephanie Bukovec | Split (CRO)           |
| Danijela Vidović  | Rijeka (CRO)          |
| Obrana            |                       |
| Ana Jelenčić      | Hellas Verona (ITA)   |
| Leonarda Balog    | SKN Polten (AUT)      |
| Antonia Dulčić    | Split (CRO)           |
| Maria Kunštek     | Osijek (CRO)          |
| Tea Pedić         | Split (CRO)           |
| Martina Taritaš   | Dinamo (CRO)          |
| Matea Bošnjak     | Split (CRO)           |
| Katarina Pranješ  | Split (CRO)           |
| Lea Zdunić        | Dinamo (CRO)          |
| Lucia Domazet     | Split (CRO)           |
| Vezni red         |                       |
| Izabela Lojna     | Osijek (CRO)          |
| Anela Lubina      | Osijek (CRO)          |
| Iva Bukač         | Split (CRO)           |
| Janja Čanjevac    | Split (CRO)           |
| Petra Pezelj      | Split (CRO)           |
| Helena Spajić     | Dinamo (CRO)          |
| Karla Šabašov     | Split (CRO)           |
| Lorena Balić      | Osijek (CRO)          |
| Iva Landeka       | Montpellier HSC (FRA) |
| Fatjesa Gegollaj  | Split (CRO)           |
| Tea Krznarić      | St. Polten (AUT)      |
| Napad             |                       |
| Andrea Glibo      | Sturm Graz (AUT)      |
| Ivana Kirilenko   | Split (CRO)           |
| Antonela Blažević | Osijek (CRO)          |

Stručni stožer:
Nenad Gračan - izbornik
Jure Perković - trener
Nenad Glušica - trener
Helena Hercigonja Moulton - trenerica
Blaž Bugarin - trener vratarki
Nina Grebenar - kondicijska trenerica

## Vanjske poveznice
- Hrvatski nogometni savez službena stranica

- Službena stranica Svjetske nogometne organizacije (FIFA)

- Službena stranica Europske nogometne organizacije (UEFA)

- Informacije o ženskoj reprezentaciji na 24sata.hr

- Službena stranica glas-slavonije.hr

| Nogomet u Hrvatskoj                                                           | Nogomet u Hrvatskoj |
| ----------------------------------------------------------------------------- | --- |
|                                                                               | |
| Hrvatski nogometni savez                                                      | |
|                                                                               | |
| Reprezentacije i selekcije                                                    | Muške reprezentacije "A" • "B" • do 23 • do 21 • do 20 • do 19 • do 18 • do 17 • do 16 • do 15 • do 14 Ženske reprezentacije "A" • do 19 • do 17 • do 15 Futsalske reprezentacije "A" • do 21 • do 19 Ostale selekcije beskućnička • gluhih • liječnička • policijska • romska • svećenička • veteranska • vojna |
|                                                                               | |
| Ligaška natjecanja                                                            | HNL • 1. NL • 2. NL • 3. NL • 4. HNL • 1. ŽNL • 2. ŽNL • 3. ŽNL • 4. ŽNL • Ligaški sustav |
|                                                                               | |
| Kup natjecanja                                                                | Hrvatski nogometni kup • Hrvatski nogometni superkup |
|                                                                               | |
| Natjecanja za mlađe selekcije                                                 | juniori (prvenstvo / kup) • kadeti (prvenstvo / kup) • pioniri (prvenstvo / kup) |
|                                                                               | |
| Natjecanja za veterane                                                        | nogometno prvenstvo veterana • dvoransko prvenstvo veterana |
|                                                                               | |
| Natjecanja za žene                                                            | 1. HNLŽ • 2. HNLŽ • HNK za žene • 1. HMNLŽ |
|                                                                               | |
| Malonogometna natjecanja                                                      | 1. HMNL • 2. HMNL • Malonogometni kup • Malonogometni superkup • 1. HMNLŽ • Dvoransko prvenstvo 1. HNL |
|                                                                               | |
| Nogomet u Hrvatskoj • Popis klubova • Popis nogometaša • Popis bivših klubova | |
| Muške reprezentacije                                                          | "A" • "B" • do 23 • do 21 • do 20 • do 19 • do 18 • do 17 • do 16 • do 15 • do 14 |
|                                                                               | |
| Ženske reprezentacije                                                         | "A" • do 19 • do 17 • do 15 |
|                                                                               | |
| Futsalske reprezentacije                                                      | "A" • do 21 • do 19 |
|                                                                               | |
| Ostale selekcije                                                              | beskućnička • gluhih • liječnička • policijska • romska • svećenička • veteranska • vojna |

| Muške reprezentacije     | "A" • "B" • do 23 • do 21 • do 20 • do 19 • do 18 • do 17 • do 16 • do 15 • do 14         |
|                          |                                                                                           |
| Ženske reprezentacije    | "A" • do 19 • do 17 • do 15                                                               |
|                          |                                                                                           |
| Futsalske reprezentacije | "A" • do 21 • do 19                                                                       |
|                          |                                                                                           |
| Ostale selekcije         | beskućnička • gluhih • liječnička • policijska • romska • svećenička • veteranska • vojna |

| Nogomet u Hrvatskoj                                                           | Nogomet u Hrvatskoj |
| ----------------------------------------------------------------------------- | --- |
|                                                                               | |
| Hrvatski nogometni savez                                                      | |
|                                                                               | |
| Reprezentacije i selekcije                                                    | Muške reprezentacije "A" • "B" • do 23 • do 21 • do 20 • do 19 • do 18 • do 17 • do 16 • do 15 • do 14 Ženske reprezentacije "A" • do 19 • do 17 • do 15 Futsalske reprezentacije "A" • do 21 • do 19 Ostale selekcije beskućnička • gluhih • liječnička • policijska • romska • svećenička • veteranska • vojna |
|                                                                               | |
| Ligaška natjecanja                                                            | HNL • 1. NL • 2. NL • 3. NL • 4. HNL • 1. ŽNL • 2. ŽNL • 3. ŽNL • 4. ŽNL • Ligaški sustav |
|                                                                               | |
| Kup natjecanja                                                                | Hrvatski nogometni kup • Hrvatski nogometni superkup |
|                                                                               | |
| Natjecanja za mlađe selekcije                                                 | juniori (prvenstvo / kup) • kadeti (prvenstvo / kup) • pioniri (prvenstvo / kup) |
|                                                                               | |
| Natjecanja za veterane                                                        | nogometno prvenstvo veterana • dvoransko prvenstvo veterana |
|                                                                               | |
| Natjecanja za žene                                                            | 1. HNLŽ • 2. HNLŽ • HNK za žene • 1. HMNLŽ |
|                                                                               | |
| Malonogometna natjecanja                                                      | 1. HMNL • 2. HMNL • Malonogometni kup • Malonogometni superkup • 1. HMNLŽ • Dvoransko prvenstvo 1. HNL |
|                                                                               | |
| Nogomet u Hrvatskoj • Popis klubova • Popis nogometaša • Popis bivših klubova | |
| Muške reprezentacije                                                          | "A" • "B" • do 23 • do 21 • do 20 • do 19 • do 18 • do 17 • do 16 • do 15 • do 14 |
|                                                                               | |
| Ženske reprezentacije                                                         | "A" • do 19 • do 17 • do 15 |
|                                                                               | |
| Futsalske reprezentacije                                                      | "A" • do 21 • do 19 |
|                                                                               | |
| Ostale selekcije                                                              | beskućnička • gluhih • liječnička • policijska • romska • svećenička • veteranska • vojna |

| Muške reprezentacije     | "A" • "B" • do 23 • do 21 • do 20 • do 19 • do 18 • do 17 • do 16 • do 15 • do 14         |
|                          |                                                                                           |
| Ženske reprezentacije    | "A" • do 19 • do 17 • do 15                                                               |
|                          |                                                                                           |
| Futsalske reprezentacije | "A" • do 21 • do 19                                                                       |
|                          |                                                                                           |
| Ostale selekcije         | beskućnička • gluhih • liječnička • policijska • romska • svećenička • veteranska • vojna |

| Hrvatske reprezentacije u skupnim športovima | Hrvatske reprezentacije u skupnim športovima |
| -------------------------------------------- | --- |
|                                              | |
| muškarci                                     | nogometaši • košarkaši • rukometaši • vaterpolisti • hokejaši na ledu • hokejaši na travi • odbojkaši • bejzbolaši • softbolaši • ragbijaši (ragbi sedmica) • malonogometaši • rukometaši na pijesku • 3x3 košarka • australski nogomet • američki nogomet • curlingaši • kriketaši             |
|                                              | |
| žene                                         | nogometašice • košarkašice • rukometašice • vaterpolistice • hokejašice na ledu • hokejašice na travi • odbojkašice • bejzbolašice • softbolašice • ragbijašice • malonogometašice • rukometašice na pijesku • 3x3 košarka • australski nogomet • američki nogomet • curlingašice • kriketašice |

| Hrvatske reprezentacije u skupnim športovima | Hrvatske reprezentacije u skupnim športovima |
| -------------------------------------------- | --- |
|                                              | |
| muškarci                                     | nogometaši • košarkaši • rukometaši • vaterpolisti • hokejaši na ledu • hokejaši na travi • odbojkaši • bejzbolaši • softbolaši • ragbijaši (ragbi sedmica) • malonogometaši • rukometaši na pijesku • 3x3 košarka • australski nogomet • američki nogomet • curlingaši • kriketaši             |
|                                              | |
| žene                                         | nogometašice • košarkašice • rukometašice • vaterpolistice • hokejašice na ledu • hokejašice na travi • odbojkašice • bejzbolašice • softbolašice • ragbijašice • malonogometašice • rukometašice na pijesku • 3x3 košarka • australski nogomet • američki nogomet • curlingašice • kriketašice |